# United Kingdom Space Agency

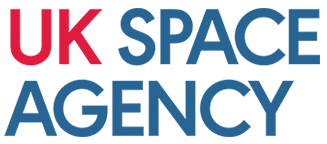
Logo UK Space Agency

UK Space Agency – narodowa agencja kosmiczna Wielkiej Brytanii odpowiedzialna za cywilne programy kosmiczne. Powstała 1 kwietnia 2010 z przekształcenia British National Space Centre. Instytucja odpowiada za kształtowanie polityki i budżetu kosmicznego Zjednoczonego Królestwa, oraz reprezentuje je we wszystkich negocjacjach i rozmowach dotyczących kosmosu. Dzięki temu centralizuje ona działania wcześniej rozproszone po innych instytucjach. Siedzibą jest Polaris House w Swindon.
Powstanie agencji zostało ogłoszone 23 marca 2010 w Queen Elizabeth II Conference Centre przez Lorda Mandelsona, Lorda Draysona i astronautę Timothy'ego Peake'a. Jej powołanie kosztowało około 60 milionów dolarów amerykańskich. Jej roczny budżet wynosi około 230 milionów funtów brytyjskich.

## Zadania
Jednym z celów agencji jest powiększenie w ciągu 20 lat udziału Wielkiej Brytanii w przemyśle satelitarnym z 6 miliardów GBP do 40 mld GBP, a zatrudnienia związanego z tym rynkiem, z 68 000 do 100 000 osób. Wielka Brytania miałaby odpowiadać za 10% światowego rynku produktów i usług kosmicznych.
W ramach UKSA w 2011 r. utworzono, za cenę 40 mln GBP (24 mln GBP wyasygnował rząd, pozostałą kwotę podmioty komercyjne), międzynarodowe centrum innowacji kosmicznych (International Space Innovation Centre, ISIC) w Harwell w hrabstwie Oxfordshire. Placówka ma po pięciu latach zatrudniać 700 osób.

## Przejęcie obowiązków
UK Space Agency przejęła szereg obowiązków od innych instytucji i urzędów brytyjskich:
- British National Space Centre – całkowite przejęcie aktywów, kadry i obowiązków
- Natural Environment Research Council, Science and Technology Facilities Council, Technology Strategy Board – przejęcie przynależności do Europejskiej Agencji Kosmicznej, praw i obowiązków z tym związanych; przejęcie technologii i budżetu
- GMES (Global Monitoring for Environment and Security) – brytyjskie elementy systemu
- Galileo – brytyjskie elementy systemu
- European Union Satellite Centre – zaangażowanie finansowe